# 穴井千尋
穴井 千尋（あない ちひろ、1996年〈平成8年〉1月27日 - ）は、日本のローカルモデル、元アイドルであり、女性アイドルグループ・HKT48チームHの元メンバーである。福岡県出身。第一薬科大学付属高等学校、日本経済大学経営学部経営学科卒業。

## 略歴
2011年7月10日、HKT48の1期生オーディションに合格、同年10月23日に西武ドームで開催された『「フライングゲット」発売記念全国握手会イベント「AKB48祭り powerd by AKB48 ネ申テレビ」』で、他のHKT48メンバーと一緒にお披露目され、同年11月26日のHKT48劇場こけら落し公演で劇場デビューした。2012年3月4日、HKT48チームHが結成された際にキャプテンに任命される。
2012年10月1日、霰粒腫の手術で1週間程休養することを発表。同月9日の劇場公演から復帰したが、9か月後の2013年7月4日、霰粒腫の再発による治療のため、数日間休養することが発表される。同月9日の劇場公演から復帰。
2014年1月14日、大学合格を公表(日本経済大学経営学部経営学科芸能マネジメントコース)。同年5月から6月にかけて実施された『AKB48 37thシングル選抜総選挙』では39位で、ネクストガールズに選出。2015年5月から6月にかけて実施された『AKB48 41stシングル選抜総選挙』では33位で、ネクストガールズに選出された。AKB48・HKT48の楽曲を通じて初のセンターポジションを務める（楽曲のタイトルは「水の中の伝導率」）。
2016年6月8日、福岡市・西鉄ホールで行われたチームH「シアターの女神」公演で、学業に専念するため7月31日をもってHKT48を卒業することを発表。同年7月30日、ポートメッセなごやで行われた「74億分の1の君へ」劇場盤発売記念個別握手会がHKT48としての最終活動となった。
2016年8月16日、タイの公立ラジャマンガラ工科大学クルンテップ校に同年12月28日まで留学。
2017年、日本経済大学卒業、地元福岡を中心にモデルとしての活動をスタート。
2018年2月6日、自身のオフィシャルブログを開設。

## 人物
- 出生当初、先天性の病気を持っている疑いがあった[18]。
- ニックネームは、デビュー前は「ちーちゃん」としていたが[19]、その後の公式プロフィールでは「ちーちゃん/ちひろん」と変更された。指原莉乃ら一部メンバーからは「キャップ」と呼ばれている[20]。
- 思っていることをあまり強く言えない控えめな性格のため[21]、「ポンコツキャップ」や「ドンマイ穴井」と呼ばれ劇場での仕切りができず、指原によると穴井がいる時でも松岡菜摘が仕切っている[22]。AKB48 37thシングル選抜総選挙において39位に選ばれ「AKB48スペシャルムック AKB48総選挙! 水着サプライズ発表2014」に掲載された際の紹介キャッチコピーも「博多の愛されぽんこつキャップ!」とされていたが、穴井は「私がキャプテンとして強く引っ張っていくというよりも、みんなで成長していくということでいいのかなと思っています」と述べている[21]。
- 将来の夢は「モデルや女優…いろんな所で活躍できるようになること」である[23]。
- 小学校1年生から10年間クラシック・バレエを習っていた[24]。体が柔軟であるだけでなく、肩の関節を外しながら腕を回すという特技を持っている[25]。2013年9月7日に放送された『関ジャニの仕分け∞』（テレビ朝日）2時間スペシャルの「Y字バランス女王No.1決定戦!!」にSKE48・須田亜香里とともに出演した[26]。優勝は逃したが美しいY字バランスを披露した[27]。
- ピアノを3年間習っていたため、HKT48が劇場公演で「GIVE ME FIVE!」を演奏した際は、ピアノコンクールで受賞経験もある森保まどかとともにシンセサイザーを担当した[28]。
- トマトを好む[29]。一方、クレープを苦手とする[30]。
- 家事を苦手としており、料理に至っては卵を割ることができない[21]。
- 小学校1年生から飼育している「タバサ」という名のペットのチワワを溺愛している[31][32]。
- 中学受験を経て私立の女子高に通っていたが、HKT48の活動を開始した為、第一薬科大学付属高等学校へ転校した。2018年3月に日本経済大学卒業。大学では、経営学部経営学科芸能マネジメントコースに在学していた[33]。また在学中はタイの大学に短期留学もしている[15]。
- グループ卒業後は、SNSを中心に活動。また、30分20,000円という価格でファンとのビデオトークといったサービス販売も行っている[34]。

## 参加曲

### シングル
HKT48
- スキ!スキ!スキップ!（2013年3月20日） - EAN 4988005747150
  - お願いヴァレンティヌ EAN 4988005747150
  - 今がイチバン - 「うまくち姫」名義 EAN 4988005747167
- メロンジュース（2013年9月4日） EAN 4988005779595
  - そこで何を考えるか? EAN 4988005779595
  - 泥のメトロノーム - 「うまくち姫」名義 EAN 4988005779601
- 桜、みんなで食べた（2014年3月12日） EAN 4988005814586
  - 君はどうして? EAN 4988005814586
  - 既読スルー - 「Team H」名義 EAN 4988005814586
  - 君のことが好きやけん EAN 4988005814616
- 控えめI love you !（2014年9月24日） EAN 4988005837837
  - アイドルの王者 - 「Team H」名義 EAN 4988005837837
- 12秒（2015年4月22日） EAN 4988005877222
  - ロックだよ、人生は… EAN 4988005877222
  - カメレオン女子高生 - 「Team H」名義 EAN 4988005877239
- しぇからしか!（2015年11月25日） - 「HKT48 feat.氣志團」名義 EAN 4988031129203
  - 黄昏のタンデム EAN 4988031129203
  - Buddy - 「Team H」名義 EAN 4988031129203
- 74億分の1の君へ（2016年4月13日） EAN 4988031148914
  - Chain of love EAN 4988031148914
  - 夢ひとつ - 「穴井千尋と仲間たち」名義 EAN 4988031177365

AKB48名義
- あの日の風鈴（2012年8月29日） - 「ウェイティングガールズ」名義 EAN 4988003426774
- 初恋バタフライ（2012年12月5日） - 「HKT48」名義 EAN 4988003429744
- ウインクは3回（2013年12月11日）- 「HKT48」名義 EAN 4988003445201
- 秘密のダイアリー（2014年2月26日） - 「Baby Elephants」名義 EAN 4988003450120
- ひと夏の反抗期（2014年8月27日） - 「ネクストガールズ」名義 EAN 4988003450120
- Ambulance（2014年11月26日） - 「ゆり組」名義 EAN 4988003460822
- 大人列車（2015年3月4日） - 「HKT48」名義 EAN 4988003465988
- 水の中の伝導率（2015年8月26日） - 「ネクストガールズ」名義  EAN 4988003473075
- Make noise（2016年3月9日） - 「HKT48」名義 EAN 4988003484637

### アルバム
AKB48名義
- 青空よ 寂しくないか?（2012年8月15日） EAN 4988003426767
- ここがロドスだ、ここで跳べ!（2015年1月21日） EAN 4988003463205

### 劇場公演ユニット曲
チームH 1st Stage「手をつなぎながら」公演
- この胸のバーコード
- 雨のピアニスト（チームH発足前）

チームH「博多レジェンド」公演
- ハート型ウイルス
- 遠距離ポスター
- ガラスの I LOVE YOU※	
※兒玉遥のアンダー

ひまわり組「パジャマドライブ」公演
- 純情主義

 チームH 2nd Stage「青春ガールズ」公演
- Blue rose
- ふしだらな夏
- 禁じられた2人※	
※田島芽瑠のアンダー

 チームH 3rd Stage「最終ベルが鳴る」公演
- リターンマッチ
- おしべとめしべと夜の蝶々※	
※指原莉乃のアンダー

 ひまわり組 2nd Stage「ただいま　恋愛中」公演
- 春が来るまで

チームH 4th Stage「シアターの女神」公演
- 嵐の夜には

## 出演

### テレビドラマ
- ツナガール!〜明日にエール〜（2013年2月2日、福岡放送） - 主演・麻美 役[35]
- 秘密（2013年8月24日、福岡放送） - 主演・のぞみ 役[要出典]
- マジすか学園0 木更津乱闘編（2015年11月28日、日本テレビ）- ネジ 役[36]

### バラエティ
- きん☆すた（2012年6月1日 - 2013年10月11日（不定期出演）、NHK総合・福岡放送局制作）
- コレカラ（2012年6月15日 - 2013年3月29日・2013年4月12日 - 2014年3月21日（不定期出演）、テレビ西日本）
- HKTバラエティー48（2012年6月24日 - （不定期出演）、九州朝日放送）
- HaKaTa百貨店（日本テレビ）
  - HaKaTa百貨店（2012年10月8日 - 2013年1月14日）
  - HaKaTa百貨店2号館（2013年1月27日 - 3月31日）
  - HaKaTa百貨店3号館（2015年1月13日 - 3月31日）
- HKT48のおでかけ!（2013年1月25日 - （不定期出演）、TBS）
- 乃木坂46×HKT48 冠番組バトル!・HKT48トンコツ魔法少女学院（2013年7月2日 - 9月17日、日本テレビ）
- HKT48の「ほかみな」〜そのほかのみなさん〜（2014年5月20日 - （不定期出演）、NOTTV）
- HKTシャカリキ48!（2014年7月17日・12月20日・27日、九州朝日放送）
- HKT48のごぼてん!（2014年7月12日 - 2016年3月20日（不定期出演）、テレビ西日本）

### その他のテレビ番組
- 土曜NEWSファイル CUBE（2012年4月22日 - （不定期出演）、テレビ西日本）
- 今日感テレビ日曜版（2012年4月22日 - （不定期出演）、RKB毎日放送）

### 舞台
- HKT48指原莉乃座長公演（2015年4月8日 - 23日、明治座 / 8月15日 - 31日、博多座）すみれ 役[37]

### ラジオ
- HKT48のももち浜女学院（2012年4月8日 - 2016年7月30日、RKBラジオ）
- HKT48のオールナイトニッポンR（2014年9月27日・2015年4月4日、ニッポン放送）

### CM
- ピザポケット（2017年6月1日 - ）